# EP-Additiv
EP-Additive (Extreme-Pressure-Additive) werden Schmierstoffen zugesetzt und verbessern deren tribologische Eigenschaften, d. h., sie verhindern das Verschweißen von zwei aneinander reibenden metallischen Werkstoffen.

## Wirkungsweise
Sobald extrem hohe Drücke bzw. Lasten zwischen zwei aneinander reibenden Werkstoffen auftreten, kann ein Verschweißen der beiden Werkstoffe eintreten. In diesem Falle sind EP-Additive in Schmierstoffen unentbehrlich. Unter hohen Drücken bzw. Lasten entstehen im Schmierstoff hohe Temperaturen. Hierbei wird aus dem EP-Additiv Schwefel (Schwefelträger), ein Phosphorsäurederivat (phosphorhaltige Verbindungen) oder Chlorkohlenwasserstoff (Chlorparaffine) freigesetzt. Die freigesetzte Substanz reagiert bei diesen Bedingungen sofort mit der Metalloberfläche zu Metallsulfiden, -phosphaten oder chloriden. Die Verbindungen bilden auf der Metalloberfläche Schichten, die unter dem hohen Druck abgeschert werden, wodurch ein Verschweißen der Metalloberflächen verhindert wird. Zugleich können EP-Additive jedoch den Verschleiß erhöhen, da durch die entstandenen Metallverbindungen Metall von der Oberfläche der Werkstoffe verloren geht.

## Anforderungen und Kombination von Additiven
Folgende tribologische Anforderungen werden an Schmierstoffe gestellt:
- Minderung der Reibung
- Minderung des Verschleißes
- Schutz vor Verschweißen

Da die EP-Additive zwar vor einem Verschweißen schützen, aber selbst den Verschleiß erhöhen, müssen die Additive in Schmierstoffen sorgfältig aufeinander abgestimmt werden. Um das Optimum zwischen den Additiven zu finden, sind viele Versuche und Erfahrung notwendig. Überdosierungen von bestimmten Additiven können deren Vorteile wiederum verkehren.

## Eingesetzte chemische Verbindungen
In der Regel werden schwefel-, phosphor- oder chlorhaltige organische Verbindungen als EP-Additive eingesetzt. Die Verbindungen müssen so aufgebaut sein, dass im Schmierstoff nur bei Bedarf (also bei hohen Drücken bzw. Lasten), eine Substanz freigesetzt wird, welche auf der Metalloberfläche eine Schutzschicht, etwa aus Sulfiden, Phosphaten oder Chloriden, bildet.

### Schwefelhaltige Verbindungen (Schwefelträger)
Schwefelhaltige Verbindungen spalten bei hohem Druck Schwefel ab, das auf der Metalloberfläche zu einer Schicht – bei Eisen aus den Eisensulfiden Eisen(II)-sulfid (FeS), Eisen(II)-disulfid (FeS2) oder Eisen(III)-sulfid (Fe2S3) – führt.
Schwefelträger sind klassische EP-Additive und können bis zu 40 Gew.-% Schwefel enthalten. Meistens handelt es sich um organische Verbindungen mit Doppelbindungen (Olefine, Ester, Fettsäuren oder Triglyceride), die schwefelvernetzt werden. Man unterscheidet inaktive und aktive Schwefelträger, je nachdem, ob Schwefel bei einer niederen oder hohen Temperatur freigesetzt wird. Schwefelträger mit polaren Gruppen wirken ebenso als Friction Modifier.

### Phosphorhaltige Verbindungen
Diese Verbindungen führen bei hohem Druck zur Bildung von Metallphosphaten auf den metallischen Oberflächen.

#### Dialkyldithiophosphate
Dialkyldithiophosphate sind Multifunktions-Additive. Sie wirken vor allem als AW-Additiv, aber auch als EP-Additiv und als Antioxidans.

#### Dimercaptothiadiazol-Derivate
Dimercaptothiadiazol-Derivate sind klassische Buntmetall-Inhibitoren. Sie wirken aber auch als EP-Additiv.

### Chlorhaltige Verbindungen (Chlorparaffine)
Chlorparaffine spalten bei hohem Druck bzw. hoher Temperatur Chlorwasserstoff ab, der mit dem metallischen Werkstoff reagiert und eine Chloridschicht, etwa aus Eisen(II)-chlorid (FeCl2) und Eisen(III)-chlorid (FeCl3)2, bildet.
Chlorparaffine sind schwefelfreie EP-Additive, deren Technologie veraltet und deren Verwendung rückläufig ist. Die verwendeten Gemische chlorierter Kohlenwasserstoffe sind hochwirksam, jedoch gesundheitlich sehr bedenklich. Aufgrund ihrer extrem hohen Stabilität verursachen Chlorparaffine hohe Entsorgungskosten.